# Adelqui Migliar
Adelqui Migliar Icardi (Concepción, 5 augustus 1891 - Santiago, 6 augustus 1956), ook bekend als Adelqui Millar, was een Chileens acteur, die in de periode van de stomme film zeer succesvol was en later carrière maakte als filmregisseur en scenarioschrijver.

## Levensloop
Migliar werd geboren in Chili, maar begon zijn carrière als acteur in de Italiaanse filmindustrie. Toen hij er door de Eerste Wereldoorlog niet meer veilig kon wonen, vluchtte hij naar het neutrale Nederland. Hier kreeg hij een baan bij de Amsterdam Film Cie en maakte in 1916 zijn filmdebuut in Theo Frenkels Genie Tegen Geweld. In hetzelfde jaar kreeg hij een contract bij Filmfabriek Hollandia en groeide al snel uit tot een van de populairste acteurs van Nederland. Zijn eerste film voor de studio was Madame Pinkette & Co (1917). Hierin was hij te zien tegenover Annie Bos, een actrice met wie hij nog vaak zou samenwerken.
Omdat Migliar niet onderworpen was aan de Nederlandse dienstplicht, was hij vaker beschikbaar en kreeg dus vrijwel alle mannelijke hoofdrollen die er te krijgen waren. Zijn spel werd geprezen door de pers. In 1919 ging Hollandia samenwerken met Engelse filmproducenten. Bijna alle Nederlandse acteurs werden ontslagen om plaats te maken voor Engelsen. Migliar was de enige acteur die aan de top van de filmindustrie bleef. Wel werd zijn naam omgedoopt tot Adelqui Millar. Hij schreef in deze tijd zijn eigen filmscenario's en zette vanaf 1922 zijn carrière in Engeland voort. Hij regisseerde hier een aantal films, totdat hij in de jaren dertig naar de Verenigde Staten verhuisde. Hier regisseerde hij een aantal Mexicaanse films. In de jaren veertig keerde hij terug naar Zuid-Amerika en bleef daar tot en met 1954 in de filmindustrie werken. Hij stierf twee jaar later in zijn geboorteland.

## Filmografie (selectie)
De filmografie hieronder bevat enkel de lijst van de Nederlandse films waarin hij verscheen.